# China Dragon
China Dragon (čínsky znaky zjednodušené 中国龙队, tradiční 中國龍隊) byl čínský profesionální hokejový tým, který odehrával svá domácí utkání ve třech městech – Charbinu, Cicikaru a nakonec v Šanghaji. V letech 2007 až 2017 působil v Asijské hokejové lize. Počátky klubu sahají až do roku 1954, kdy byly založeny dva kluby Harbin a Cicikar. V roce 2004 tyto kluby začaly hrát v Asijské hokejové lize a v roce 2007 se spojily v jediný celek – China Sharks, který byl podporován klubem San Jose Sharks ze severoamerické NHL. Spolupráce mezi těmito kluby byla ukončena v roce 2009 a tým pak nesl jméno China Dragon až do roku 2017, kdy ukončil svou činnost.

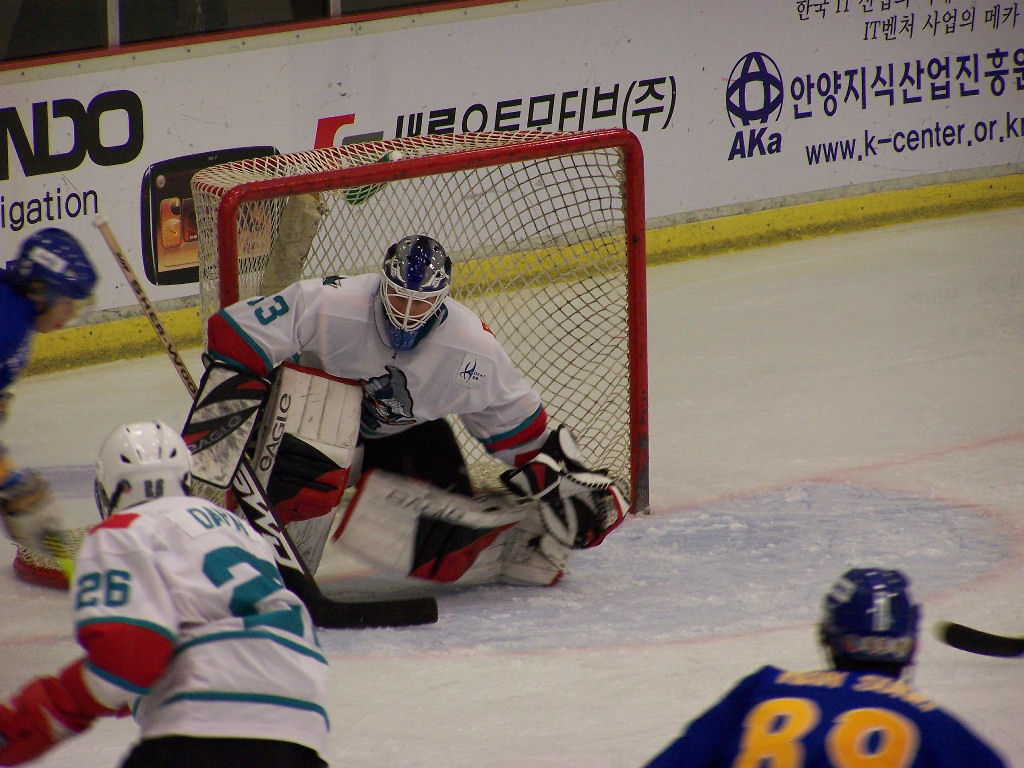
Wade Flaherty v dresu China Sharks v roce 2008

## Historie pojmenování
- 2004–2006: Cicikar
- 2006–2007: Čchang-čchun Fu-ao
- 2004–2006: Charbin
- 2006–2007: Hosa
- 2007–2009: China Sharks
- 2009–2017: China Dragon

## Významní hráči
- Tomáš Hrubý – 2004–05, 2006–07
- Jiří Hubáček 2006–07
- Wade Flaherty 2008–09
- Claude Lemieux 2008–09
- Steve McKenna 2008–09
- Dmitrij Dudik 2010–11
- Brett Parnham 2013–16
- Alex Westlund 2014–15
- Scott Barney 2016–17
- Kevin Quick 2016–17